# 製造産業局
製造産業局（せいぞうさんぎょうきょく）は、中央省庁である経済産業省の内部部局の一つ。製造産業などを所管する。2001年1月6日の中央省庁再編に際して、旧基礎産業局、旧生活産業局を中心に、旧環境立地局、旧機械情報産業局の一部業務を再編して発足した。

## 所掌業務
経済産業省組織令第8条では、以下の事務を製造産業局の所掌事務と定めている。
1. 次に掲げる物資の輸出、輸入、生産、流通及び消費（生糸及び繭短繊維の生産、流通及び消費並びに農林畜水産業専用物品の流通及び消費を除く。）の増進、改善及び調整に関すること（資源エネルギー庁及び商務情報政策局の所掌に属するものを除き、航空機の修理については、航空機製造事業者の行うものに限る。）。
鉄鋼、鉄鋼製品、軽金属、ニッケル、コバルト、チタニウム、希有金属、非鉄金属製品、金属くず、化学工業品、機械器具、鋳造品、鍛造品、繊維工業品、雑貨工業品及びこれらに類するもの（油脂製品、化粧品、農水産機械器具、産業車両、陸用内燃機関、航空機、銃砲及び木竹製品並びに土木建築材料（木材を除く。）を含み、化学肥料、飲食料品、農薬、鉄道車両、鉄道信号保安装置、自動車用代燃装置、原皮、原毛皮、国土交通省がその生産を所掌する軽車両、船舶、船舶用機関及び船舶用品並びに農林水産省がその生産を所掌する農機具を除く。）
2. 非鉄金属（核燃料物質を除く。）の回収及び再生に関すること。
3. 住宅設備機器及びインテリア用品に関する事務の総括に関すること。
4. 工業塩の流通及び消費の増進、改善及び調整に関すること。
5. 化学肥料（炭酸カルシウムを除く。）の輸出、輸入及び生産の増進、改善及び調整に関すること。
6. 鉄道車両、鉄道信号保安装置、自動車用代燃装置並びに国土交通省がその生産を所掌する軽車両、船舶、船舶用機関及び船舶用品（以下「鉄道車両等」という。）の輸出及び輸入の増進、改善及び調整に関すること。
7. 自転車競走及び小型自動車競走の施行に関すること。
8. 宇宙の開発に関する大規模な技術開発であって、鉱工業の発達及び改善を図るものに関すること。
9. 製造産業局の所掌に係る事業の発達、改善及び調整に関すること。
10. 経済産業省の所掌に係る事業の発達、改善及び調整に関する事務のうち生物化学の知見の利用に関するものの総括に関すること。
11. 経済産業省の所掌に係る事業の発達、改善及び調整に関する事務のうち宇宙の利用に関するものの総括に関すること。

## 組織
- 業務管理官室
- 総務課
- 参事官 (サプライチェーン強靭化担当)
  - 企画調査官
  - 製造産業戦略企画室
- 金属課
  - 金属技術室
  - 企画官　(国際担当)
- 鉱物課
- 素材産業課
  - 企画調査官
  - 革新素材室
- 生活製品課
  - 住宅産業室
- 産業機械課
  - 国際プラント・インフラシステム・水ビジネス推進室
  - ロボット政策室
  - 素形材産業室
- 自動車課
- 参事官 (自動車担当)
  - 企画調査官
  - モビリティDX室
  - 車両室
- 航空機武器産業課
  - 航空機部品・素材産業室
  - 次世代空モビリティ政策室
- 宇宙産業課